# مقیمان ناکجا
مقیمان ناکجا فیلمی محصول سال ۱۳۹۶ ایران به نویسندگی و کارگردانی شهاب حسینی بر اساس نمایشنامهٔ مهمان‌سرای دو دنیا اثر اریک امانوئل اشمیت است.

## خلاصه فیلم
جوانی به ناگاه وارد یک مهمانسرا میشود؛ مهمانسرایی غریب که معلوم نیست کجاست و پس از مدتی با افرادی آشنا میشود و میفهمد در مکانی است که انتظار آنجا را ندارد.

## بازیگران
- پریناز ایزدیار
- شهاب حسینی
- آرمان درویش
- احمد ساعتچیان
- ناهید مسلمی
- غزاله نظر
- تنی آواکیان
- مهدی حسینی